# 하네다 마사시
하네다 마사시(일본어: 羽田 正, 1953년 7월 9일~)는 일본의 역사가로 현재 도쿄 대학 명예교수로 재직 중이다. 주 연구 분야는 근세 이슬람사, 세계사, 비교역사학이다.
할아버지 하네다 도루와 큰아버지인 하네다 아키라도 역사학자이다.

## 저서
- 《모스크가 말하는 이슬람사 - 건축과 정치권력》(モスクが語るイスラム史―建築と政治権力, 1994)
- 《훈작사 샤르댕의 생애 - 17세기 유럽과 이슬람 세계》(勲爵士シャルダンの生涯―十七世紀のヨーロッパとイスラーム世界, 1999)
- 《이슬람 세계의 창조》(イスラーム世界の創造, 2005)
- 《새로운 세계사로 - 지구 시민을 위한 구상》(新しい世界史へ―地球市民のための構想, 2011)
- 《글로벌화와 세계사》(グローバル化と世界史, 2018)